# Jean Cocteau
Jean Maurice Eugène Clément Cocteau (tiếng Pháp: [ʒɑ̃ kɔkto]; 5.7.1889 – 11.10.1963) là nhà thơ, tiểu thuyết gia, nhà thiết kế, người viết kịch bản, nghệ sĩ, đạo diễn phim người Pháp và là viện sĩ Viện hàn lâm Pháp. Cocteau nổi tiếng về quyển tiểu thuyết Les Enfants Terribles (1929), cùng các phim Le sang d’un poète (1930), Les Parents Terribles (1948), La belle et la bête (1946) và Orphée (1949). Giới cộng tác viên, người yêu và bạn bè thân cận của ông gồm có Kenneth Anger, Pablo Picasso, Jean Hugo, Jean Marais, Henri Bernstein, Yul Brynner, Marlene Dietrich, Coco Chanel, Erik Satie, Igor Stravinsky, María Félix, Édith Piaf, Panama Al Brown và Raymond Radiguet.

## Thời niên thiếu
Cocteau sinh ngày 5.7.1889 tại Maisons-Laffitte - một ngôi làng gần Paris – là con của Georges Cocteau và Eugénie Lecomte. Cocteau có một chị gái, Marthe (1877-1958) và một anh trai, Paul (1881-1961). Cha ông là luật sư và họa sĩ nghiệp dư, đã tự tử khi Cocteau lên 9 tuổi. Năm 15 tuổi Cocteau bỏ nhà ra đi.
Năm 19 tuổi Cocteau xuất bản tập thơ đầu tiên của mình nhan đề "La Lampe d'Aladin" (Cây đèn (thần) của Aladin). Cocteau sớm nổi tiếng trong giới nghệ sĩ Bohème như là "Le Prince frivole" (Hoàng tử lông bông), theo tên một tác phẩm mà ông xuất bản năm 22 tuổi. Edith Wharton đã mô tả ông là người "mà mỗi dòng thơ lớn là một bình minh, mỗi hoàng hôn là sự thiết lập một thành phố thiên đàng..."

## Cuộc đời và Sự nghiệp

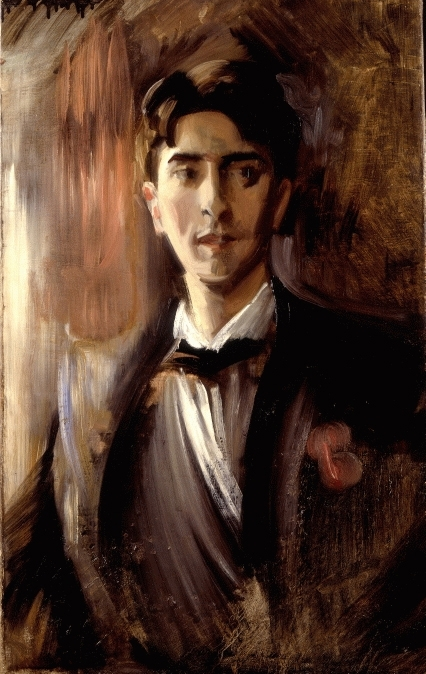
Chân dung Jean Cocteau do Federico de Madrazo de Ochoa vẽ

Ngay khi mới ngoài 20 tuổi, Cocteau đã kết bạn với các nhà văn Marcel Proust, André Gide và Maurice Barrès. Năm 1912, ông hợp tác với Léon Bakst để viết vở Ba-lê Le Dieu bleu cho đoàn Ballets Russes mà những diễn viên múa chính là Tamara Karsavina và Vaslav Nijinsky. Trong Chiến tranh thế giới thứ nhất Cocteau làm tài xế lái xe cứu thương cho Hội Chữ thập đỏ. Thời gian này ông gặp nhà thơ Guillaume Apollinaire, họa sĩ Pablo Picasso, Amedeo Modigliani, và nhiều nhà văn, nghệ sĩ khác mà sau này ông cộng tác với họ.
Năm 1917 ông bầu người Nga Sergei Diaghilev của đoàn Ballets Russes thuyết phục Cocteau viết một kịch bản cho vở Ba-lê Parade. Vở này do Sergei Diaghilev sản xuất, Picasso vẽ phông cảnh, lời của Apollinaire và âm nhạc của Erik Satie. Vở Ba-lê này sau đó được mở rộng thành một vở opera đầy đủ, với âm nhạc của Erik Satie, Francis Poulenc và Maurice Ravel. Cocteau cũng viết lời cho vở opera-oratorio Oedipus rex của Igor Stravinsky, được trình diễn lần đầu ở Théâtre Sarah Bernhardt, Paris ngày 30.5.1927.
Là người nhiệt tình ủng hộ nghệ thuật tiền phong, Cocteau có ảnh hưởng lớn trên tác phẩm của những người khác, trong đó có nhóm nhạc sĩ sáng tác Les six (nhóm 6 người). Đầu thập niên 1920, ông và những thành viên khác của nhóm "Les six" hay đến quán rượu rất được ưa chuộng tên là Le Boeuf sur le Toit, một cái tên do chính Cocteau góp phần chọn lựa. Quán này được ưa chuộng phần lớn cũng bởi sự có mặt của Cocteau và các bạn của ông.
Năm 1918 ông gặp nhà thơ Pháp Raymond Radiguet. Họ đã hợp tác chặt chẽ với nhau, và đã cùng nhau tiến hành nhiều chuyến đi và những kỳ nghỉ chung với nhau. Cocteau cũng đã tìm cách cho Radiguet được miễn nghĩa vụ quân sự. Ngưỡng mộ tài năng văn chương lớn của Radiguet, Cocteau đã giới thiệu các tác phẩm của bạn mình trong giới bạn bè nghệ sĩ và dàn xếp để nhà xuất bản Grasset in quyển Le Diable au corps của Radiguet (một tiểu thuyết phần lớn là tự truyện về một cuộc ngoại tình giữa một người phụ nữ đã lập gia đình và một chàng trai trẻ), dùng ảnh hưởng của mình để quyển tiểu thuyết này được trao giải thưởng văn học Nouveau Monde. Một số nhà bình luận đương thời và sau này cho rằng có thể đã có một yếu tố tình dục lãng mạn trong tình bạn của họ. Bản thân Cocteau cũng đã biết được lời đồn này, nên đã cố tìm cách xua tan quan niệm cho rằng mối quan hệ của họ có yếu tố tình dục.
Có sự bất đồng ý kiến về phản ứng của Cocteau đối với cái chết thình lình của Radiguet vào năm 1923. Một số người cho rằng cái chết thình lình này đã khiến ông choáng váng, chán nản và dễ tìm quên trong việc nghiện thuốc phiện. Những người phản đối ý kiến nêu trên chỉ ra rằng ông đã không tham dự đám tang của Radiguet (Cocteau thường không tham dự các tang lễ) và ngay lập tức rời Paris đi cùng Diaghilev cho việc trình diễn vở Les Noces (Đám cưới) của đoàn Ballets Russes ở Monte Carlo. Việc Cocteau nghiện thuốc phiện vào thời điểm đó, theo ông, chỉ là một sự trùng hợp ngẫu nhiên, do sự gặp gỡ Louis Laloy, người quản lý nhà hát Opéra de Monte-Carlo. Việc hút thuốc phiện và nỗ lực cai nghiện của Cocteau đã thay đổi văn phong của ông cách sâu xa. Quyển sách nổi tiếng của ông - quyển Les Enfants Terribles – đã được viết trong một tuần lễ trong một cuộc cai thuốc phiện vất vả. Trong quyển "Opium: Journal d'une désintoxication", ông kể lại kinh nghiệm của mình về việc cai nghiện thuốc phiện vào năm 1929. Trong thời gian cai nghiện, Cocteau đã được các bạn bè và nhất là triết gia Jacques Maritain giúp đỡ. Do ảnh hưởng của Maritain, Cocteau đã tạm thời trở lại lãnh các bí tích của Giáo hội Công giáo. Cuối đời, ông hoàn toàn trở về với Giáo hội Công giáo và thực hiện một số dự án nghệ thuật tôn giáo.
Năm 1930 Cocteau viết vở kịch La Voix humaine. Đây là vở kịch độc thoại, mô tả một phụ nữ nói chuyện điện thoại với người yêu (vô hình) bỏ nàng ra đi để kết hôn với một phụ nữ khác. Vở này được trình diễn lần đầu trên sân khấu nhà hát Comédie-Française năm 1930.
Vở kịch này đã gợi hứng cho nhiều tác phẩm mô phỏng theo: vở opera La voix humaine của Francis Poulenc, vở "opera buffa" The Telephone của Gian Carlo Menotti và phiên bản phim Ý L'Amore (1948) của Roberto Rossellini do nữ diễn viên Anna Magnani diễn xuất.

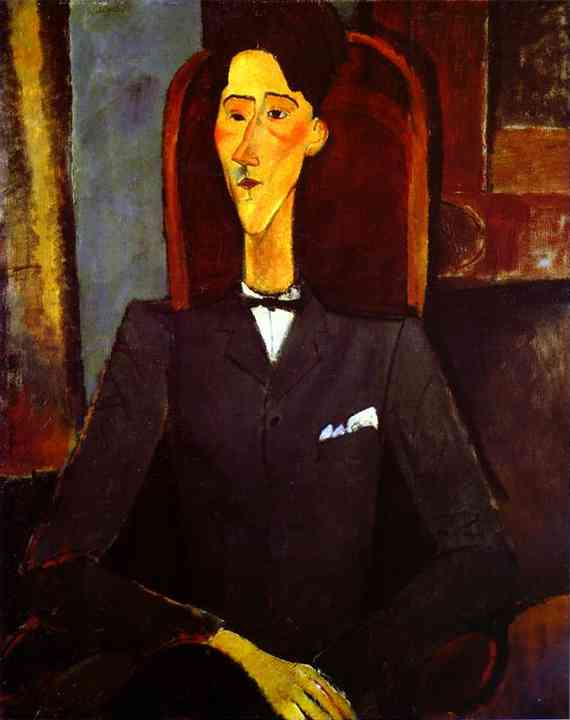
Jean Cocteau bởi họa sĩ Amedeo Modigliani, 1919.

Trong thập niên 1930, Cocteau có quan hệ tình ái với công chúa Natalie Paley, con gái của đại công tước Nga Romanov. Bà là vợ cũ của người chủ nhà may quần áo nữ nổi tiếng Lucien Lelong. và thỉnh thoảng cũng làm diễn viên, người mẫu.
Mối quan hệ lâu dài nhất của Cocteau là quan hệ đồng tính luyến ái với nam diễn viên Jean Marais và quan hệ với Édouard Dermit, người mà Cocteau chính thức nhận làm con nuôi. Cocteau đã đưa Marais vào đóng các phim "L'Éternel retour" (1943), La belle et la bête (1946), Ruy Blas (1947), và Orphée (1949).
Người viết tiểu sử James S. Williams mô tả xu hướng chính trị của Cocteau là "hữu khuynh". Trong thời kỳ Đức Quốc xã chiếm đóng nước Pháp, người bạn Arno Breker đã thuyết phục ông rằng Adolf Hitler là một người yêu chuộng hòa bình và là người bảo trợ nghệ thuật, có thiện ý với Pháp. Trong nhật ký của mình, Cocteau cáo buộc Pháp thiếu tôn trọng và suy đoán về khuynh hướng tình dục của Hitler. Cocteau nồng nhiệt ca ngợi các tác phẩm điêu khắc của Breker trong một bài báo có tựa đề "Salut à Breker" xuất bản năm 1942. Điều này khiến sau khi chiến tranh kết thúc, Cocteau bị buộc tội hợp tác với kẻ thù; tuy nhiên ông đã được xóa mọi nghi ngờ về hành vi sai trái và trong thực tế ông đã sử dụng các mối quan hệ của mình trong cố gắng bất thành để cứu bạn bè như Max Jacob.

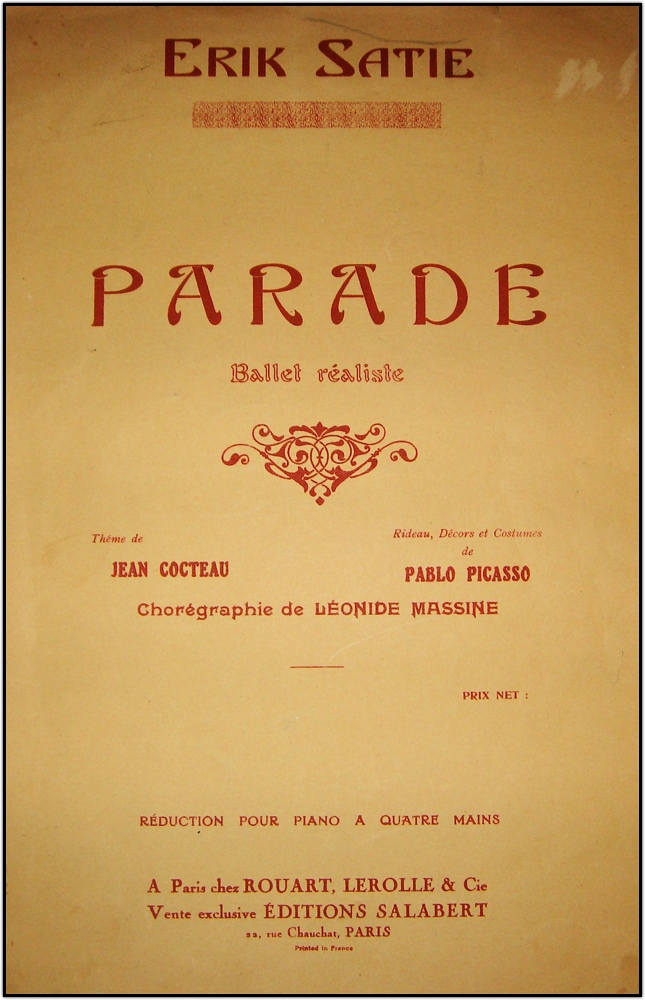
Vở Ba-Lê Parade, nhạc của Éric Satie, lời của Jean Cocteau

Năm 1940, Cocteau viết vở kịch "Le Bel Indifférent" do Édith Piaf đóng vai chính, đã rất thành công. Ông cũng đã làm việc với Pablo Picasso trong một số dự án và là bạn của hầu hết giới nghệ thuật châu Âu. Các phim của Cocteau, phần lớn đều do ông vừa viết kịch bản vừa đạo diễn, đặc biệt quan trọng trong việc đưa xu hướng tiền phong vào Điện ảnh Pháp và ảnh hưởng ở một mức độ nhất định vào thể loại Đợt sóng mới (Novelle Vague) của Pháp.
Bộ phim cuối cùng của ông - Le Testament d'Orphée (1960) - trong đó ông đóng vai chính, với sự có mặt của Pablo Picasso, Françoise Sagan, Brigitte Bardot, vận động viên đấu bò tót Luis Miguel Dominguín, cùng với Yul Brynner vv... đã được tạp chí điện ảnh Cahiers du cinéma đánh giá cao.
Cocteau là người song tính luyến ái. Người yêu trong hơn 25 năm của ông là nam diễn viên Jean Marais.

## Từ trần
Cocteau qua đời tại tòa lâu đài của ông ở Milly-la-Forêt, tỉnh Essonne, Pháp, ngày 11.10. 1963 vì bị Nhồi máu cơ tim, thọ 74 tuổi. Người bạn của ông là nữ ca sĩ Édith Piaf qua đời ngày hôm trước, nhưng được công bố trong buổi sáng ngày Cocteau qua đời; có tin nói rằng trái tim Cocteau ngưng đập khi nghe tin Piaf qua đời.
Theo nguyện vọng của mình, ông được mai táng dưới sàn "Nhà nguyện Saint-Blaise des Simples" ở "Milly-la-Forêt". Trên tấm mộ bia có khắc hàng chữ "Je reste avec vous" (Tôi ở lại với các bạn).

## Vinh dự
- Năm 1955 Cocteau được bầu vào Viện hàn lâm Pháp và Viện hàn lâm Hoàng gia Bỉ về Ngôn ngữ và Văn học Pháp (Académie royale de langue et de littérature françaises de Belgique)
- Bắc Đẩu Bội tinh hạng Commandeur
- Hội viên Hội văn học Mallarmé
- Hội viên Hội văn học Mark Twain (Hoa Kỳ)
- Chủ tịch danh dự Liên hoan phim Cannes
- Chủ tịch danh dự Hội ái hữu Pháp-Hungary
- Chủ tịch Hội nhạc Jazz
- Chủ tịch Hội Đĩa nhạc

## Tác phẩm

### Văn học
Thơ
- 1909 La Lampe d'Aladin (Cây đèn của Aladin)
- 1910 Le Prince frivole (Hoàng tử lông bông)
- 1912 La Danse de Sophocle
- 1919 Ode à Picasso – Le Cap de Bonne-Espérance
- 1920 Escale. Poésies (1917–1920)
- 1922 Vocabulaire
- 1923 La Rose de François – Plain-Chant
- 1925 Cri écrit
- 1926 L'Ange Heurtebise
- 1927 Opéra
- 1934 Mythologie
- 1939 Énigmes
- 1941 Allégories
- 1945 Léone
- 1946 La Crucifixion
- 1948 Poèmes
- 1952 Le Chiffre sept – La Nappe du Catalan (cộng tác với Georges Hugnet)
- 1953 Dentelles d'éternité – Appoggiatures
- 1954 Clair-obscur
- 1958 Paraprosodies
- 1961 Cérémonial espagnol du Phénix – La Partie d'échecs
- 1962 Le Requiem
- 1968 Faire-Part (xuất bản sau khi qua đời)

Tiểu thuyết
- 1919: Le Potomak
- 1923: Le Grand Écart – Thomas l'imposteur
- 1928: Le Livre blanc
- 1929: Les Enfants terribles
- 1940: La Fin du Potomak

Kịch, opera và Ba-Lê
- 1917: Parade, (Erik Satie viết nhạc, Léonide Massine biên đạo múa)
- 1921: Les mariés de la tour Eiffel (nhạc của Georges Auric, Arthur Honegger, Darius Milhaud, Francis Poulenc và Germaine Tailleferre)
- 1922: Antigone
- 1924: Roméo et Juliette
- 1925: Orphée
- 1927: Oedipus Rex (opera) (nhạc của Igor Stravinsky)
- 1930: La Voix humaine
- 1934: La Machine infernale
- 1936: L'École des veuves
- 1937: Œdipe-roi. Les Chevaliers de la Table ronde, diễn buổi đầu ở Théâtre Antoine
- 1938: Les Parents terribles, diễn buổi đầu ở Théâtre Antoine
- 1940: Les Monstres sacrés
- 1941: La Machine à écrire
- 1943: Renaud et Armide. L'Épouse injustement soupçonnée
- 1944: L'Aigle à deux têtes
- 1946: Le Jeune Homme et la Mort, ballet by Roland Petit
- 1948: Théâtre I và II
- 1951: Bacchus
- 1960: Nouveau théâtre de poche
- 1962: L'Impromptu du Palais-Royal
- 1971: Le Gendarme incompris (cộng tác với Raymond Radiguet xuất bản sau khi qua đời)

Thơ và Phê bình
- 1918 Le Coq et l'Arlequin
- 1920 Carte blanche
- 1922 Le Secret professionnel
- 1926 Le Rappel à l'ordre – Lettre à Jacques Maritain – Le Numéro Barbette
- 1930 Opium
- 1932 Essai de critique indirecte
- 1935 Portraits-Souvenir
- 1937 Mon premier voyage (Vòng quanh thế giới trong 80 ngày)
- 1943 Le Greco
- 1947 Le Foyer des artistes – La Difficulté d'être
- 1949 Lettres aux Américains – Reines de la France
- 1951 Jean Marais' Bài thảo luận về Điện ảnh (chung với André Fraigneau)
- 1952 Gide vivant
- 1953 Journal d'un inconnu. Démarche d'un poète
- 1955 Colette (Diễn văn đọc trong lễ nhậm chức Viện sĩ ở Viện hàn lâm Hoàng gia Bỉ về Ngôn ngữ và Văn học Pháp) – Diễn văn đọc trong lễ nhậm chức Viện sĩ ở Viện hàn lâm Pháp
- 1956 Discours d'Oxford
- 1957 Entretiens sur le musée de Dresde (chung với Louis Aragon) – La Corrida du 1er mai
- 1950: Poésie critique I
- 1960: Poésie critique II
- 1962 Le Cordon ombilical
- 1963 La Comtesse de Noailles, oui et non
- 1964 Portraits-Souvenir (xuất bản sau khi qua đời; Cuộc thảo luận với Roger Stéphane)
- 1965 Entretiens với André Fraigneau (xuất bản sau khi qua đời)
- 1973 Jean Cocteau par Jean Cocteau (xuất bản sau khi qua đời; Cuộc thảo luận với William Fielfield)
- 1973 Du cinématographe (xuất bản sau khi qua đời). Entretiens sur le cinématographe (xuất bản sau khi qua đời)

Thơ hồi ký
- 1935–1938 (xuất bản sau khi qua đời)

### Phim
Đạo diễn
- 1925: Jean Cocteau fait du cinéma
- 1930: Le Sang d'un poète
- 1946: La Belle et la Bête
- 1948: L'Aigle à deux têtes
- 1948: Les Parents terribles
- 1950: Orphée
- 1950: Coriolan
- 1952: La Villa Santo-Sospir
- 1955: L'Amour sous l'électrode
- 1957: 8 × 8: A Chess Sonata in 8 Movements
- 1960: Le Testament d'Orphée

Viết kịch bản
- 1943: L'Éternel Retour (Jean Delannoy đạo diễn)
- 1944: "Les Dames du Bois de Boulogne" (Robert Bresson đạo diễn)
- 1948: Ruy Blas (Pierre Billon đạo diễn)
- 1950: Les Enfants terribles (Jean-Pierre Melville đạo diễn)
- 1951: La Couronne Noire (Luis Saslavsky đạo diễn)
- 1961: La Princesse de Clèves (Jean Delannoy đạo diễn)
- 1965: Thomas l'imposteur (Georges Franju đạo diễn)

Viết lời thoại
- 1943: Le Baron fantôme (và làm diễn viên) (Serge de Poligny đạo diễn)
- 1961: La Princesse de Clèves (Jean Delannoy đạo diễn)
- 1965: Thomas l'imposteur (Georges Franju đạo diễn)

Giám đốc hình ảnh
- 1950: Un chant d'amour (Jean Genet đạo diễn)

### Thơ họa hình
- 1924: Dessins
- 1925: Le Mystère de Jean l'oiseleur
- 1926: Maison de santé
- 1929: 25 dessins d'un dormeur
- 1935: 60 bản vẽ cho Les Enfants Terribles
- 1941: Các bản vẽ ở lề Chevaliers de la Table ronde
- 1948: Drôle de ménage
- 1957: La Chapelle Saint-Pierre, Villefranche-sur-Mer
- 1958: La Salle des mariages, Tòa thị sảnh Menton – La Chapelle Saint-Pierre (lithographies)
- 1959: Gondol des morts
- 1960: Chapelle Saint-Blaise-des-Simples, Milly-la-Forêt
- 1960: Các cửa sổ của Nhà thờ Saint-Maximin de Metz

### Thu âm
- Colette par Jean Cocteau, diễn văn đọc trong buổi lễ nhậm chức viện sĩ Viện hàn lâm Hoàng gia Bỉ về Ngôn ngữ và Văn học Pháp, Ducretet-Thomson 300 V 078 St.
- Les Mariés de la Tour Eiffel và Portraits-Souvenir, La Voix de l'Auteur LVA 13
- Plain-chant bởi Jean Marais, các trích đoạn từ vở kịch Orphée bởi Jean-Pierre Aumont, Michel Bouquet, Monique Mélinand, Les Parents terribles bởi Yvonne de Bray và Jean Marais, L'Aigle à deux têtes bởi Edwige Feuillère và Jean Marais, L'Encyclopédie Sonore 320 E 874, 1971
- Collection of three vinyl recordings of Jean Cocteau including La Voix humaine by Simone Signoret, 18 songs composed by Louis Bessières, Bee Michelin and Renaud Marx, on double-piano Paul Castanier, Le Discours de réception à l'Académie française, Jacques Canetti JC1, 1984
- Derniers propos à bâtons rompus avec Jean Cocteau, ngày 16 tháng 9 năm 1963 à Milly-la-Forêt, Bel Air 311035
- Les Enfants terribles, bản phát thanh với Jean Marais, Josette Day, Silvia Monfort và Jean Cocteau, CD Phonurgia Nova ISBN 2-908325-07-1, 1992
- Anthologie, 4 CD gồm nhiều bài thơ và bài văn do tác giả đọc: Anna la bonne, La Dame de Monte-Carlo và Mes sœurs, n'aimez pas les marins bởi Marianne Oswald, Le Bel Indifférent bởi Edith Piaf, La Voix humaine bởi Berthe Bovy, Les Mariés de la Tour Eiffel với Jean Le Poulain, Jacques Charon và Jean Cocteau, diễn văn đọc trong lễ nhậm chức Viện sĩ ở Viện hàn lâm Pháp, với các trích đoạn từ Les Parents terribles, La Machine infernale, các bản nhạc từ Parade chơi 2 người trên dương cầm bởi Georges Auric và Francis Poulenc, Frémeaux & Associés FA 064, 1997
- Các thơ của Jean Cocteau do tác giả đọc, CD EMI 8551082, 1997
- Hommage à Jean Cocteau, các giai điệu của Henri Sauguet, Arthur Honegger, Louis Durey, Darius Milhaud, Erik Satie, Jean Wiener, Max Jacob, Francis Poulenc, Maurice Delage, Georges Auric, Guy Sacre, (Jean-François Gardeil (baryton) và Billy Eidi (piano), CD Adda 581177, 1989
- Le Testament d'Orphée, journal sonore, by Roger Pillaudin, 2 CD INA / Radio France 211788, 1998

### Nhật ký
- 1946 La Belle et la Bête (nhật ký phim)
- 1949 Maalesh (nhật ký về làm kịch)
- 1983 Le Passé défini (xuất bản sau khi qua đời)
- 1989 Nhật ký, 1942–1945

### Tem thư
- Marianne de Cocteau, 1960

## Sách tham khảo
- Cocteau, Jean, Le Coq et l'Arlequin: notes autour de la musique – avec un portrait de l'auteur et deux monogrammes par P. Picasso, Paris, Éditions de la Sirène, 1918
- Cocteau, Jean, Le Grand Écart, 1923, his first novel
- Cocteau, Jean, Le Numéro Barbette, an influential essay on the nature of art inspired by the performer Barbette, 1926
- Cocteau, Jean, The Human Voice, translated by Carl Wildman, Vision Press Ltd., Great Britain, 1947
- Cocteau, Jean, The Eagle Has Two Heads, adapted by Ronald Duncan, Vision Press Ltd., Great Britain, 1947
- Cocteau, Jean, "Bacchus". Paris: Gallimard, 1952.
- Cocteau, Jean, The Holy Terrors (Les Enfants Terribles), translated by Rosamond Lehmann, New Directions. New York, 1957
- Cocteau, Jean, Opium: The Diary of a Cure, translated by Margaret Crosland and Sinclair Road, Grove Press Inc., New York, 1958
- Cocteau, Jean, The Infernal Machine And Other Plays, translated by W.H. Auden, E.E. Cummings, Dudley Fitts, Albert Bermel, Mary C. Hoeck, and John K. Savacool, New Directions Books, New York, 1963
- Cocteau, Jean, Toros Muertos, along with Lucien Clergue and Jean Petit, Brussel & Brussel,1966
- Cocteau, Jean, The Art of Cinema, edited by André Bernard and Claude Gauteur, translated by Robin Buss, Marion Boyars, London, 1988
- Cocteau, Jean, Diary of an Unknown, translated by Jesse Browner, Paragon House Publishers, New York, 1988
- Cocteau, Jean, The White Book (Le Livre blanc), sometimes translated as The White Paper, translated by Margaret Crosland, City Lights Books, San Francisco, 1989
- Cocteau, Jean, Les Parents terribles, new translation by Jeremy Sams, Nick Hern Books, London, 1994